# Pre-Madonna
Pre-Madonna (conosciuto come In The Beginning in Europa) è un album pubblicato da Stephen Bray nel 1997, senza il consenso di Madonna.

## Storia
Stephen Bray lavorò con Madonna a New York durante i primi anni '80 e produsse l'audiocassetta che la aiutò ad attirare l'attenzione nei club. Bray è il proprietario di molti demo di Madonna, e molti di essi furono usati per creare l'album Pre-Madonna.
L'album fu pubblicato dapprima negli USA nel 1997 e poi in Europa nel 1998 con un nuovo titolo, In the Beginning. La ri-pubblicazione contiene un ri-arrangiamento della track listing nella quale, la traccia finale, Ain't No Big Deal ('97 Extended), è omessa.
Quando la compilation fu pubblicata, Madonna stava pubblicizzando Evita ed era in attesa di sua figlia Lourdes. L'album non ha venduto molte copie, comunque, a causa della distribuzione limitata.

## Musica
Il CD è composta da 10 tracce. Sette di esse (Stay, Everybody, Ain't No Big Deal, Don't You Know, Burning Up, Crimes Of Passion, e Laugh To Keep From Crying) sono demo registrati prima che Madonna firmasse un contratto con la Sire Records: le rimanenti sono remix.  Everybody ed Ain't No Big Deal sono preparate da Bray specificamente per questa compilation, utilizzando demo vocali.
Everybody e Burning Up furono ri-registrate da Madonna per il suo primo album, l'omonimo Madonna. Ain't No Big Deal fu ri-registrata e utilizzata come B-side dei suoi singoli True Blue e Papa Don't Preach. Stay e Don't You Know furono combinate in un'unica canzone, Stay, che fu inclusa in Like a Virgin. Everybody '81, Burning Up '81, Stay '81, e Ain't No Big Deal '81 sono demo delle canzoni pubblicate successivamente.

## Tracce
1. Laugh to Keep from Crying
2. Crimes of Passion
3. Ain't No Big Deal ('97 Edit)
4. Everybody ('97 Version)
5. Burning Up ('81 Edit)
6. Ain't No Big Deal ('81 Version)
7. Everybody ('81 Version)
8. Stay ('81 Version)
9. Don't You Know
10. Ain't No Big Deal ('97 Extended Version) (Non presente nella versione Europea)